# Карлссон, Микаэль (композитор)
Йохан Микаэль Карлссон (швед. Jouhan Mikael Karlsson; род. 12 августа 1975, Хальмстад) — шведский композитор, ныне проживающий в Нью-Йорке. Он вырос в Евле (Швеция), а в 2001 году переехал в Нью-Йорк, чтобы учиться. В 2005 году получил степень магистра в области музыкальной композиции в музыкальной школе Аарона Копленда.
Перед переездом он познакомился со Стефаном Страндбергом (швед. Stefan Strandberg), который был звуковым дизайнером разработки видеоигр компании Digital Illusins CE, что привело к запросу создать музыку к Battlefield: Bad Company, выпущенной в 2008 году. Он, также, написал музыку для Battlefield: Bad Company 2.
Микаэль Карлссон сотрудничает с хореографом Александром Экманом. Он, среди прочего, написал музыку к балетам Экмана «Тилль» и «Сон в летнюю ночь» для Королевской оперы в Стокгольме и к балету «Лебединое озеро» для Оперного театра Осло.
Микаэль Карлссон, помимо классических постановок, также пишет музыку для кино и телевидения; сотрудничал с такими поп-исполнителями, как Андрес Клееруп, Люкке Ли и Алиша Киз.
В 2014 году он был удостоен высокой оценки Американской академии искусств и литературы, когда получил премию Владимира и Рода Лейконд как «выдающийся композитор в середине своей карьеры».

## Основные сочинения

### Оперы
- The Echo Drift (камерая опера, исполненная вживую на Prototype Festival, Нью-Йорк), 2018.
- «Меланхолия» (опера, по фильму Ларса фон Триера, либретто Ройса Ваврека, Королевская опера в Стокгольме, Швеция), 2023.
- «Фанни и Александр» (опера, по фильму Ингмара Бергмана, либретто Ройса Ваврека, Ла Монне, Бельгия), 2024.

### Музыка к спектаклям
- Titta en älg (100-минутная театральная пьеса, созданная Меликой Мелуани Мелани путём объединения нескольких пьес драматурга Кристины Лугн, премьера 17 октября 2024 в Королевском драматическом театре, Стокгольм, Швеция), 2024.

### Музыка к балетным постановкам
- «Тилль» (25-минутный многоканальный электронный плейбэк для балета Александра Экмана, Королевский шведский балет), 2012.
- «Лебединое озеро» (балет в двух актах Александра Экмана «Лебединое озеро», Оперный театр Осло, Норвегия), 2014.
- «Сон в летнюю ночь» (балет в двух актах Александра Экмана, Королевская опера в Стокгольме), 2015.
- «Корова» (музыка к одноактному балету Александра Экмана для «Опера Земпера» в Дрездене, Германия), 2016.
- Black Forrest (партитура к танцевальной пьесе Мари Карраско «Black Forest» для Norrdans), 2016.
- Play (балет в двух актах Александра Экмана), 2017.
- Paper Plane (партитура к танцевальной пьесе Мари Карраско для Riksteatern, Швеция), 2018.
- Internally Black (написано для пьесы Мари Карраско Svart Invärtes для Norrdans), Rough State Sound, 2018.
- «Эскапист» (спектакль современного балета Александра Экмана, Королевский шведский балет, 2019).
- Witches (танцевальная пьеса для детей Мари Карраско), 2019.
- Evidence of it All (короткометражный фильм), 2021.
- Remind me I’m not dead (танцевальная пьеса в двух частях Мари Карраско), 2021.
- Hammer (танцевальная пьеса в двух частях Александра Экмана), 2022.
- Burn Baby Burn (танцевальная пьеса Мари Карраско), 2024.
- Forever (25-минутная танцевальная пьеса в двух частях Мари Карраско), 2024.

### Камерные сочинения
- Day Comes Apart (песенный цикл), 2010.
- Nattvittje (струнный квартет), 2011.

### Вокальные произведения
- Until We Bleed (совместно с Андреас Клееруп, Ликке Закриссон), 2008.

### Аудиозаписи
- «Собака» (с Ротом Стефенссоном), 2002—2006.
- Privacy (камерное сочинение), 2008.
- Battlefield Bad Company (официальный саундтрек), 2008.
- Life Class (камерное сочинение для студии Франсуа Руссо), 2009.
- Instead, мини-альбом, 2009.
- Seven Eight, мини-альбом, 2010.
- Battlefield Bad Company 2 (официальный саундтрек), 2010.
- Phantasmata Domestica (совместно с Black Sun Productions), Old Europa Cafe, 2012.